# Futbol'nyj Klub Rostov 2016-2017
Questa voce raccoglie le informazioni riguardanti il Rostov nelle competizioni ufficiali della stagione 2016-2017.

## Stagione
La squadra finì sesta in campionato, mentre il cammino in Coppa di Russia fu immediatamente fermato ai sedicesimi di finale ad opera della Dinamo Mosca.
In Europa, dopo aver superato i preliminari, il cammino in Champions si interruppe nella fase a gironi, quando finì terzo dietro Atlético Madrid e Bayern Monaco, ma davanti al PSV, il che gli consentì di partecipare all'Europa League. Qui superò ai sedicesimi di finale lo Sparta Praga, fermandosi agli ottavi al cospetto del Manchester Utd.

## Rosa
| N. |                        | Ruolo | Calciatore         |
| -- | ---------------------- | ----- | ------------------ |
| 1  | Russia (bandiera)      | P     | Ivan Komissarov    |
| 2  | Bielorussia (bandiera) | C     | Cimafej Kalačoŭ    |
| 3  | Senegal (bandiera)     | D     | Papa Gueye         |
| 4  | Russia (bandiera)      | D     | Vladimir Granat    |
| 5  | Russia (bandiera)      | D     | Denis Terent'ev    |
| 6  | Iran (bandiera)        | C     | Saeid Ezatolahi    |
| 7  | Russia (bandiera)      | A     | Dmitrij Poloz      |
| 8  | Russia (bandiera)      | C     | Igor' Kireev       |
| 9  | Russia (bandiera)      | C     | Maksim Grigor'ev   |
| 10 | Mali (bandiera)        | C     | Moussa Doumbia     |
| 11 | Russia (bandiera)      | A     | Aleksandr Bucharov |
| 14 | Russia (bandiera)      | C     | Velerij Jarošenko  |
| 15 | Angola (bandiera)      | D     | Bastos             |
| 16 | Colombia (bandiera)    | C     | Christian Noboa    |
| 17 | Russia (bandiera)      | D     | Dmitrij Skopincev  |
| 18 | Russia (bandiera)      | C     | Pavel Mogilevec    |
| 19 | Russia (bandiera)      | C     | Choren Bajramjan   |
| 20 | Iran (bandiera)        | A     | Sardar Azmoun      |

| N. |                       | Ruolo | Calciatore        |
| -- | --------------------- | ----- | ----------------- |
| 21 | Russia (bandiera)     | C     | Andrej Sorokin    |
| 22 | Montenegro (bandiera) | D     | Marko Simić       |
| 23 | Slovenia (bandiera)   | D     | Miha Mevlja       |
| 25 | Russia (bandiera)     | D     | Ivan Novosel'cev  |
| 28 | Romania (bandiera)    | C     | Andrei Prepeliță  |
| 30 | Russia (bandiera)     | D     | Fëdor Kudrjašov   |
| 33 | Ucraina (bandiera)    | A     | Marko Dević       |
| 35 | Russia (bandiera)     | P     | Soslan Džanaev    |
| 40 | Russia (bandiera)     | D     | Dmitrij Christis  |
| 44 | Spagna (bandiera)     | D     | César Navas       |
| 69 | Russia (bandiera)     | D     | Nikita Kovalëv    |
| 70 | Russia (bandiera)     | C     | Andrej Sidenko    |
| 71 | Russia (bandiera)     | C     | Dmitrij Veber     |
| 77 | Russia (bandiera)     | P     | Nikita Medvedev   |
| 84 | Moldavia (bandiera)   | C     | Alexandru Gațcan  |
| 89 | Russia (bandiera)     | C     | Aleksandr Erochin |
| 97 | Russia (bandiera)     | P     | Evgenij Gošev     |
|    | Angola (bandiera)     | D     | Nandinho          |

## Risultati

### Prem'er-Liga
| Rostov sul Don 30 luglio 2016 1ª giornata | Rostov | 1 – 0 referto | Gazovik Orenburg | Stadio Olimp-2 |

| Rostov sul Don 7 agosto 2016 2ª giornata | Rostov | 0 – 0 referto | Ural | Stadio Olimp-2 |

| San Pietroburgo 12 agosto 2016 3ª giornata | Zenit San Pietroburgo | 3 – 2 referto | Rostov | Stadio Petrovskij |

| Rostov sul Don 20 agosto 2016 4ª giornata | Rostov | 3 – 0 referto | Tom' Tomsk | Stadio Olimp-2 |

| Groznyj 28 agosto 2016 5ª giornata | Terek Groznyj | 2 – 1 referto | Rostov | Achmat-Arena |

| Rostov sul Don 9 settembre 2016 6ª giornata | Rostov | 2 – 1 referto | Kryl'ja Sovetov Samara | Stadio Olimp-2 |

| Krasnodar 18 settembre 2016 7ª giornata | Krasnodar | 2 – 1 referto | Rostov | Stadio Kuban' |

| Rostov sul Don 24 settembre 2016 8ª giornata | Rostov | 1 – 0 referto | Lokomotiv Mosca | Stadio Olimp-2 |

| Rostov sul Don 2 ottobre 2016 9ª giornata | Rostov | 2 – 0 referto | CSKA Mosca | Stadio Olimp-2 |

| Mosca 15 ottobre 2016 10ª giornata | Spartak Mosca | 1 – 0 referto | Rostov | Otkrytie Arena |

| Ufa 22 ottobre 2016 11ª giornata | Ufa | 0 – 0 referto | Rostov | Neftyanik Stadium |

| Perm' 29 ottobre 2016 12ª giornata | Amkar Perm' | 1 – 0 referto | Rostov | Stadio Zvezda |

| Rostov sul Don 6 novembre 2016 13ª giornata | Rostov | 4 – 1 referto | Arsenal Tula | Stadio Olimp-2 |

| Kazan' 18 novembre 2016 14ª giornata | Rubin | 0 – 0 referto | Rostov | Kazan Arena |

| Rostov sul Don 27 novembre 2016 15ª giornata | Rostov | 2 – 0 referto | Anži | Stadio Olimp-2 |

| Ekaterinburg 30 novembre 2016 16ª giornata | Ural | 1 – 0 referto | Rostov | SKB-Bank Arena |

| Rostov sul Don 3 dicembre 2016 17ª giornata | Rostov | 0 – 0 referto | Zenit San Pietroburgo | Stadio Olimp-2 |

| Rostov sul Don 3 marzo 2017 18ª giornata | Tom' Tomsk | 0 – 6 referto | Rostov | Stadio Olimp-2 |

| Rostov sul Don 12 marzo 2017 19ª giornata | Rostov | 0 – 0 referto | Terek Groznyj | Stadio Olimp-2 |

| Samara 19 marzo 2017 20ª giornata | Kryl'ja Sovetov Samara | 0 – 0 referto | Rostov | Stadio Metallurg (Samara) |

| Rostov sul Don 3 aprile 2017 21ª giornata | Rostov | 0 – 0 referto | Krasnodar | Stadio Olimp-2 |

| Mosca 9 aprile 2017 22ª giornata | Lokomotiv Mosca | 0 – 0 referto | Rostov | RZD Arena |

| Mosca 15 aprile 2017 23ª giornata | CSKA Mosca | 0 – 0 referto | Rostov | Arena CSKA |

| Rostov sul Don 22 aprile 2017 24ª giornata | Rostov | 3 – 0 referto | Spartak Mosca | Stadio Olimp-2 |

| Rostov sul Don 25 aprile 2017 25ª giornata | Rostov | 1 – 0 referto | Ufa | Stadio Olimp-2 |

| Rostov sul Don 30 aprile 2017 26ª giornata | Rostov | 1 – 0 referto | Amkar Perm' | Stadio Olimp-2 |

| Tula 6 maggio 2017 27ª giornata | Arsenal Tula | 1 – 0 referto | Rostov | Stadio Arsenal |

| Rostov sul Don 14 maggio 2017 28ª giornata | Rostov | 4 – 2 referto | Rubin | Stadio Olimp-2 |

| Kaspijsk 17 maggio 2017 29ª giornata | Anži | 1 – 2 referto | Rostov | Anži-Arena |

| Orenburg 21 maggio 2017 30ª giornata | Gazovik Orenburg | 2 – 0 referto | Rostov | Stadio Gazovik |

### Coppa di Russia
| Chimki 21 settembre 2016 Sedicesimi di finale | Dinamo Mosca | 4 – 0 referto | Rostov | Arena Chimki |

### Champions League
| Arbitro: | Luca Banti |

|                                |           |                        |
| Ezatolahi 16’ Poloz 60’ (rig.) | Marcatori | 3’ Hanni 52’ Tielemans |

| Arbitro: | Matej Jug |

|  |           |                      |
|  | Marcatori | 28’ Noboa 47’ Azmoun |

| Arbitro: | William Collum |

|                     |           |           |
| Klaassen 38’ (rig.) | Marcatori | 13’ Noboa |

| Arbitro: | Milorad Mažić |

|                                            |           |                     |
| Azmoun 34’ Erochin 52’ Noboa 60’ Poloz 66’ | Marcatori | 84’ (rig.) Klaassen |

| Arbitro: | Anthony Taylor |

|                                                                 |           |  |
| Lewandowski 28’ (rig.) Müller 45+2’ Kimmich 53’, 60’ Bernat 90’ | Marcatori |  |

| Arbitro: | Clément Turpin |

|               |           |                           |
| Poloz 8’, 37’ | Marcatori | 14’ Pröpper 45+1’ De Jong |

| Arbitro: | Daniele Orsato |

|  |           |              |
|  | Marcatori | 62’ Carrasco |

| Arbitro: | Craig Thomson |

|                      |           |            |
| Griezmann 28’, 90+3’ | Marcatori | 30’ Azmoun |

| Arbitro: | Artur Soares Dias |

|                                       |           |                              |
| Azmoun 44’ Poloz 50’ (rig.) Noboa 67’ | Marcatori | 35’ Douglas Costa 52’ Bernat |

| Eindhoven 6 dicembre 2016, ore 20:45 CET 6ª giornata | PSV           | 0 – 0 referto | Rostov | Philips Stadion (33 400 spett.)\| Arbitro: \| Deniz Aytekin \| |
| Arbitro:                                             | Deniz Aytekin |               |        |                                                                |

### Europa League
| Arbitro: | Bas Nijhuis |

|                                           |           |  |
| Mevlja 15’ Poloz 38’ Noboa 40’ Azmoun 68’ | Marcatori |  |

| Arbitro: | Hüseyin Göçek |

|              |           |           |
| Karavaev 84’ | Marcatori | 13’ Poloz |

| Arbitro: | Felix Zwayer |

|              |           |                |
| Bucharov 53’ | Marcatori | 35’ Mxit'aryan |

| Arbitro: | Gediminas Mažeika |

|          |           |  |
| Mata 70’ | Marcatori |  |